# Robert Charles Wilson
Robert Charles Wilson (Whittier, 15 dicembre 1953) è un autore di fantascienza canadese.

## Biografia
Nato in California, nel 1962 si trasferì con la famiglia in Canada dove è cresciuto e vive tuttora. I suoi romanzi hanno vinto importanti premi letterari,   inclusi il Premio Hugo (per il romanzo Spin) e il Premio Philip K. Dick (per il romanzo Mysterium), inoltre è stato vincitore al Campbell Award e nominato per il Premio Hugo e per il Premio Locus per il miglior romanzo di fantascienza, nel 2001 (per il romanzo I Cronoliti).
Vive a Concord (Ontario), a nord di Toronto.

## Opere

### Romanzi
- A Hidden Place (1986)
- Memorie di domani (Memory Wire) (1987) - edizione italiana: Mondadori, 1989  Urania n. 1106
- I vagabondi del sogno (Gypsies) (1988) - edizione italiana: Mondadori, 1989  Urania n. 1113
- The Divide (1990)
- A Bridge of Years (1991)
- The Harvest (1992)
- Mysterium (Mysterium) (1994) - Fanucci, 2000
- Darwinia (Darwinia) (1998) - Fanucci, 1999
- Bios (Bios) (1999) - Fanucci, 2001
- I Cronoliti (The Chronoliths) (2001) - edizione italiana: Mondadori, 2023 Urania n. 1711
- Blind Lake (2003)
- Spin (2005) (Premio Hugo) - Rocard, 2018 - Mondadori, 2024 Urania Jumbo n. 62
- Axis (2007)
- Julian Comstock: A Story of 22nd-Century America (2009)
- Vortex (2011)
- The Affinities (2015)
- Last Year (2016)

### Racconti
- Equinocturne (1975)
- L'ultimo ritrovato (State of the Art) (1985)
- The Blue Gularis (1985)
- Boulevard Life (1985)
- A Knight of Antiquity (1986)
- Ballads in 3/4 Time (1987)
- Extras (1987)
- The Perseids (1995)
- Protocols of Consumption (1997)
- The Inner Inner City (1997)
- The Observer (1998)
- Divided by Infinity (1998)
- Plato's Mirror (1999)
- Il matrimonio della Driade (The Dryad's Wedding) (2000)
- The Great Goodbye (2000)
- The Fields of Abraham (2000)
- Ulysses Sees the Moon in the Bedroom Window (2000)
- Pearl Baby (2000)
- The Cartesian Theater (2006)
- Julian l'eretico (Julian: A Christmas Story) (2006) - Delos Books, 2008
- YFL-500 (2007)
- This Peaceable Land, or, the Unbearable Vision of Harriet Beecher Stowe (2009)
- Utriusque Cosmi (2009)